# 모라크 송기라티 메아드스 공화국

모라크 송기라티 메아드스 공화국의 국기

모라크 송기라티 메아드스 공화국은 1877년 영국 해군 대장 제임스 조지 미드가 1877년에 설립한 스프래틀리 군도에 있는 마이크로네이션이다.

## 역사
공화국의 역사는 1877년 스프래틀리 군도에 대한 권리를 주장한 미드 선장으로부터 시작된다. 미드는 남중국해를 탐험하고 섬에 대한 소유권을 주장하고 킹 제임스 1세라는 이름을 사용했다. 미의 후예는 계속해서 섬에 대한 합법성과 섬 자원의 소유권을 가정했다.

### 인류의 왕국

인류의 왕국의 국기

1914년에 결성된 "인류의 왕국"이라 불리는 라이벌 단체 </link> 제임스 조지의 아들인 프랭클린 M. 미드의 지도 아래. 두 경쟁 세력은 제2차 세계 대전 중 일본군이 점령한 섬에 대한 소유권 주장을 계속했다. </link> . 프랭클린은 1945년에 사망했고 그의 아들 조시아가 리더십을 이어받았다. </link> ; 요시야 자신도 곧 죽었다. 그의 아들인 모튼 F. 미드가 성공했지만 너무 어렸다.

### 합법성에 대한 법적 시도
인류의 왕국은 1972년까지 다음 10년 동안 모호하게 사라졌다. </link>, 당시 통치하던 모튼이 유엔, 중화민국의 장제스, 필리핀에 왕국과 그 주장을 인정해 달라고 청원했지만 실패했다. 그해 말, 미드를 제외하고 나머지 왕국 통치기구는 태풍 오라 동안 필리핀 해안에서 난파선에서 익사했다.

## 같이 보기
- 스프래틀리 군도

## 추가 자료
- Samuel Pyeatt Menefee, "Republics of the Reefs: 대륙붕과 세계 해양의 국가 건설", California Western International Law Journal, vol. 25, 아니. 1, 가을, 1994, pp. 83–85.